# Filmworks X: In the Mirror of Maya Deren
Filmworks X: In the Mirror of Maya Deren est un album de John Zorn paru sur le label Tzadik en 2001. Il s'agit de la musique d'un documentaire de Martina Kudlácek consacré à la cinéaste Maya Deren.

## Titres
| 1.    | Drifting 1    | 2:12 |
| 2.    | Dancing       | 5:12 |
| 3.    | Kiev 1        | 3:57 |
| 4.    | Teiji’s Time  | 2:16 |
| 5.    | Nostalgia 1   | 3:41 |
| 6.    | Filming       | 5:51 |
| 7.    | Mirror Worlds | 1:50 |
| 8.    | Nightscape    | 2:27 |
| 9.    | Nostalgia 2   | 4:21 |
| 10.   | Haiti         | 2:34 |
| 11.   | Kiev 2        | 4:42 |
| 12.   | Voudoun       | 3:27 |
| 13.   | Drifting 2    | 2:12 |
| 14.   | Kiev 3        | 4:33 |
| 15.   | Drifting 3    | 2:16 |
| 51:31 |               |      |

## Personnel
- Erik Friedlander - violoncelle
- Jamie Saft - piano, orgue, Wurlitzer
- Cyro Baptista - percussions
- John Zorn - piano, percussions (1,4,7,13,15)